# 维克托·德·托纳科
维克托·德·托纳科男爵（法語：Baron Victor de Tornaco，法語發音：[viktɔʁ də tɔʁnako]；1805年7月5日—1875年8月26日），卢森堡政治家，他是第四任卢森堡首相，任职七年，从1860年9月26日至1867年12月3日。
| 前任： 泰奥多尔·佩斯卡托    | 卢森堡众议院议长 1855年-1856年 | 繼任： 让-马蒂亚斯·韦伦斯坦 |
| 前任： 让-皮埃尔·图奇       | 卢森堡众议院议长 1859年-1860年 | 繼任： 诺贝尔·梅斯          |
| 前任： 夏尔-马蒂亚斯·西蒙斯 | 卢森堡首相 1860年-1867年       | 繼任： 埃马纽埃尔·塞尔韦    |
| 前任： 夏尔-马蒂亚斯·西蒙斯 | 外交总干事 1860年-1867年       | 繼任： 埃马纽埃尔·塞尔韦    |
| 前任： 夏尔-马蒂亚斯·西蒙斯 | 公共工程总干事 1860年-1864年   | 繼任： 埃内斯特·西蒙斯      |